# Ambassade de Lettonie en France
L'ambassade de Lettonie en France est la représentation diplomatique de la république de Lettonie auprès de la République française. Elle est située 6, villa Saïd dans le 16e arrondissement de Paris, la capitale du pays. Son ambassadrice est, depuis 2024, Alise Balode.

## Histoire
Les relations diplomatiques entre la Lettonie et la France sont établies en 1919, après la proclamation de l'indépendance de la Lettonie.  

### Période de l'entre-deux-guerres
Le premier représentant diplomatique letton en France est Oļģerds Grosvalds, en poste de 1919 à 1924. Lui succèdent successivement Miķelis Valters (1924-1926), Vilis Šūmanis (1926-1933) et Fēlikss Cielēns (1933-1934). Oļģerds Grosvalds reprend ensuite ses fonctions jusqu'en 1962.  

### Rétablissement des relations diplomatiques
Après la restauration de l'indépendance de la Lettonie en 1991, la France soutient le rétablissement des relations diplomatiques. La même année, elle met à disposition des ambassades des pays baltes un bâtiment situé au 14 boulevard Montmartre à Paris, où la Lettonie occupe cinq pièces du dernier étage.  
Le 18 mars 1992, Aina Nagobads-Ābols est nommée ambassadrice et présente ses lettres de créance.  

### Ambassadeurs récents
Depuis 1997, plusieurs ambassadeurs se succèdent :  
- Sandra Kalniete (1997-2002)[6] ;
- Rolands Lappuķe (2003-2008) ;
- Jānis Kārkliņš (2008-2010) ;
- Sanita Pavļuta-Deslandes (2010-2016) ;
- Imants Lieģis (2016-2020) ;
- Eduards Stiprais (2020-2024) ;
- Alise Balode, nommée en 2024[7].

## Liste des ambassadeurs
| Date de nomination | Date de nomination | Date de remise des lettres de créance | Date de remise des lettres de créance | Ambassadeur              |
| ------------------ | ------------------ | ------------------------------------- | ------------------------------------- | ------------------------ |
| ?                  |                    | 18 mars 1992                          | [ JORF 1 ]                            | Aina Nagobads-Ābols      |
| ?                  |                    | 10 juin 1997                          | [ JORF 2 ]                            | Sandra Kalniete          |
| ?                  |                    | 1er avril 2003                        | [ JORF 3 ]                            | Rolands Lappuķe          |
| ?                  |                    | 19 février 2008                       | [ JORF 4 ]                            | Jānis Kārkliņš           |
| ?                  |                    | 3 décembre 2010                       | [ JORF 5 ]                            | Sanita Pavļuta-Deslandes |
| ?                  |                    | 26 juillet 2016                       | [ JORF 6 ]                            | Imants Lieģis            |
| ?                  |                    | 5 octobre 2020                        | [ JORF 7 ]                            | Eduards Stiprais         |
| ?                  |                    | 17 septembre 2024                     | [ JORF 8 ]                            | Alise Balode             |